# Kundt-cső
A Kundt-cső olyan kísérleti berendezés, amely alkalmas hanghullámok sebességének mérésére különböző gázokban vagy szilárd rudakban. 1866-ban találta fel August Kundt német fizikus. Napjainkban főleg oktatási célokra használják, például állóhullámok láthatóvá tételére.

## Szerkezete

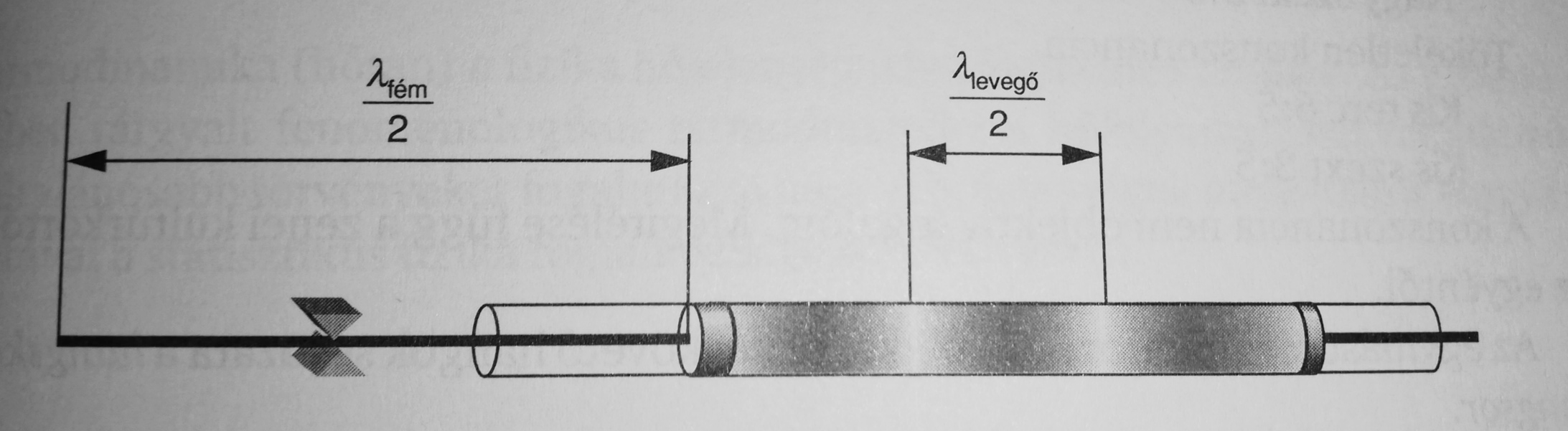
A Kundt-cső szerkezete

A Kundt-cső egy üveghengerből és egy fémrúdból áll. Az üveghenger egyik végét mozgatható dugattyú zárja el. A másik, nyitott felén belógatva helyezkedik el a fémrúd, melynek végén ugyancsak dugattyú van. Ennek feladata a csőben levő levegő, vagy gázoszlop megrezegtetése. Fontos, hogy hangforrásként tiszta hangot kell használni, melynek elérésére a leggyakrabban használt módszerek a hossz irányú dörzsölés, vagy a rúd végéhez közel helyezett hangszóró és hozzácsatlakoztatott jelgenerátor.

## Működése
Egy test levegőben vagy gázban való gyors mozgatása során nyomásváltozás lép fel az adott közegben, így az összenyomott levegő Δp-vel nagyobb nyomást fejt ki a környezetére. Ez a változás tovaterjed és hullámokat gerjeszt a gázban. Mivel a hanghullám keletkezésekor a test (a fémrúd) periodikusan rezeg, ez a gáz sűrűségének és nyomásváltozásának a periodicitását eredményezi. A kinetikus gázelmélet szerint, ha egy gázban egymás mellett különböző nyomású területek vannak, az azt eredményezi, hogy a nagyobb nyomású térrészből annyi molekula vándorol át a kisebb nyomásúba, hogy az egyensúly újból létrejöjjön. A sűrű térrészből kiáramló molekulák így impulzust adnak át a szomszédos kisebb nyomású tartománynak. Az így keltett hullámok longitudinálisak. A hullámok megjelenésének látványosabbá tételéhez szoktak használni parafareszeléket. Ez a csomópontokban nyugalomban marad, míg a duzzadóhelyeken heves mozgást végez.
A terjedési sebesség meghatározásához a
{\displaystyle c=\lambda \nu }
összefüggést lehet használni, ahol a λ a hullámhossz, míg v a frekvencia.

## Alkalmazások
A Kundt-csövet főképp a hang különböző gázokban való terjedési sebességének vizsgálatára használták. Ez, az eszköz előtti mérésekhez képest jóval pontosabb eredményt szolgáltatott. A Kundt előtti módszer azon alapult, hogy hogy rezonancia esetén megmérték a cső hosszát, ami megközelítőleg egyenlő volt a fél hullámhossz többszörösével. A probléma a módszerrel az volt, hogy a hangforrás rezgő membránja valamivel a cső vége mögött található, így a cső hossza nem lesz pontosan a félhullámhossz többszöröse.
A Kundt-cső arra is alkalmas, hogy a hangsebességet ne csak a gázban, de a rúd anyagjában is meg lehessen határozni.
A középen befogott rúd igazából éppen a hullámhossz fele lesz, λ/2, így a hullám frekvenciájának ismeretében meghatározható a pálca anyagjában is a hangsebesség.
{\displaystyle c'=\nu '\lambda '}, ahol v' a hullám frekvenciája, λ' pedig a befogott pálca hosszának kétszerese
A csőben direkt méréssel megmérhetjük két szomszédos csomópont távolságát, mely ugyancsak λ/2 lesz. A hullám frekvenciájának ismeretében ismételten meghatározható a hullám sebessége a gázban.
{\displaystyle c=\nu \lambda }, ahol v a frekvencia, λ a két szomszédos csomópont közti távolság duplája
Végezhetők úgynevezett relatív mérések is, ahol nem szükséges ismerni a frekvenciát sem, mivel ugyanazt a rudat alkalmazva két különböző gázban végzünk méréseket, így a két sebesség aránya a hullámhosszaik aránya lesz:
{\displaystyle {\frac {c_{1}}{c_{2}}}={\frac {\lambda _{1}}{\lambda _{2}}}}

## Lásd még
Más módszerek az állóhullámok láthatóvá tételéhez
- Rubens-cső
- Ernst Chladni kísérletezett hanghullámok lemezeken való megjelenítésével (Chladni-ábrák)